# Lezzeno
Lezzeno é uma comuna italiana da região da Lombardia, província de Como, com cerca de 2.071 habitantes. Estende-se por uma área de 22 km², tendo uma densidade populacional de 94 hab/km². Faz fronteira com Argegno, Bellagio, Colonno, Lenno, Nesso, Ossuccio, Sala Comacina, Tremezzo, Veleso, Zelbio.
Em Lezzeno há uma particularidade que diferencia das outras comunas italianas. A paparticularidade é devida ao movimento do sol e as montanhas que estão entorno. Por causa disso no período Invernal o sol nao bate na regiao e no Verão nao se vê a lua.

## Demografia
| Variação demográfica do município entre 1861 e 2011                               |
|                                                                                   |
| Fonte: Istituto Nazionale di Statistica (ISTAT) - Elaboração gráfica da Wikipedia |